# FAFL Division II 2018
La FAFL Division II 2018 è stata la 3ª edizione del campionato di football americano di secondo livello, organizzato dalla FAFL.

## Squadre partecipanti
| Club            | Città            | Stadio | Sponsor ufficiale | Risultato nella stagione 2017 |
| --------------- | ---------------- | ------ | ----------------- | ----------------------------- |
| Ghent Gators    | Gand             |        |                   |                               |
| Izegem Tribes   | Izegem           |        |                   |                               |
| Leuven Lions    | Lovanio          |        |                   |                               |
| Waasland Wolves | Sint-Gillis-Waas |        |                   |                               |

## Stagione regolare

### Calendario

#### 1ª giornata
| Stekene 25 febbraio 2018, ore 12:00 | Ghent Gators | 26 – 15 | Izegem Tribes |  |

| Stekene 25 febbraio 2018, ore 15:00 | Waasland Wolves | 14 – 14 | Leuven Lions |  |

#### 2ª giornata
| Gand 18 marzo 2018, ore 12:00 | Izegem Tribes | 24 – 0 | Waasland Wolves |  |

| Gand 18 marzo 2018, ore 15:00 | Ghent Gators | 32 – 0 | Leuven Lions |  |

#### 3ª giornata
| Korbeek-Lo 1º aprile 2018, ore 12:00 | Izegem Tribes | 21 – 34 | Ghent Gators |  |

| Korbeek-Lo 1º aprile 2018, ore 15:00 | Leuven Lions | 13 – 44 | Waasland Wolves |  |

#### 4ª giornata
| Izegem 15 aprile 2018, ore 12:00 | Waasland Wolves | 6 – 32 | Ghent Gators |  |

| Izegem 15 aprile 2018, ore 15:00 | Izegem Tribes | 7 – 38 | Leuven Lions |  |

#### 5ª giornata
| Gand 29 aprile 2018, ore 12:00 | Waasland Wolves | 0 – 14 | Izegem Tribes |  |

| Gand 29 aprile 2018, ore 14:00 | Ghent Gators | 30 – 7 | Leuven Lions |  |

#### Recuperi
| Izegem 5 maggio 2018, ore 12:00 | Waasland Wolves | 6 – 54 | Ghent Gators |  |

| Izegem 5 maggio 2018, ore 14:00 | Izegem Tribes | 50 – 0 | Leuven Lions |  |

#### 6ª giornata
| Korbeek-Lo 13 maggio 2018, ore 12:00 | Ghent Gators | 18 – 16 | Izegem Tribes |  |

| Korbeek-Lo 13 maggio 2018, ore 14:00 | Leuven Lions | 19 – 18 | Waasland Wolves |  |

#### 7ª giornata
| Stekene 27 maggio 2018, ore 12:00 | Leuven Lions | 0 – 50 (a tavolino) | Ghent Gators |  |

| Stekene 27 maggio 2018, ore 14:00 | Waasland Wolves | 16 – 16 | Izegem Tribes |  |

### Classifica
La classifica della regular season è la seguente:
- PCT = percentuale di vittorie, G = partite giocate, V = partite vinte,  P = partite perse, PF = punti fatti, PS = punti subiti

| Pos. | Squadra         | PCT   | G | V | N | P | PF  | PS  |
| ---- | --------------- | ----- | - | - | - | - | --- | --- |
| 1    | Ghent Gators    | 1.000 | 8 | 8 | 0 | 0 | 276 | 71  |
| 2    | Izegem Tribes   | .438  | 8 | 3 | 1 | 4 | 163 | 132 |
| 3    | Leuven Lions    | .313  | 8 | 2 | 1 | 5 | 91  | 186 |
| 4    | Waasland Wolves | .250  | 8 | 1 | 2 | 5 | 72  | 127 |

## Playoff e playout

### II FAFL Bowl
| Gand 10 giugno 2018 | Ghent Gators | 28 – 36 (d.t.s.) () | Izegem Tribes |  |

### Playoff
| Ostenda 24 giugno 2018, ore 14:00 | Ostend Pirates | 12 – 6 | Izegem Tribes | Sportpark De Schorre |

## Verdetti
- Izegem Tribes Vincitori della FAFL DII 2018